# Mniaecia
Mniaecia is een geslacht van schimmels behorend tot de familie Mniaeciaceae. De typesoort is Mniaecia jungermanniae.

## Soorten
Volgens Index Fungorum telt het geslacht vier soorten (april 2023):
| Soortnaam              | Auteur(s)                             | Publicatiejaar |
| ---------------------- | ------------------------------------- | -------------- |
| Mniaecia albida        | (P. Crouan & H. Crouan) Priou & Baral | 2020           |
| Mniaecia gloeocapsae   | (Boud.) Van Vooren                    | 2005           |
| Mniaecia jungermanniae | (Fr.) Boud.                           | 1907           |
| Mniaecia nivea         | (P. Crouan & H. Crouan) Boud.         | 1907           |